# Stella maris

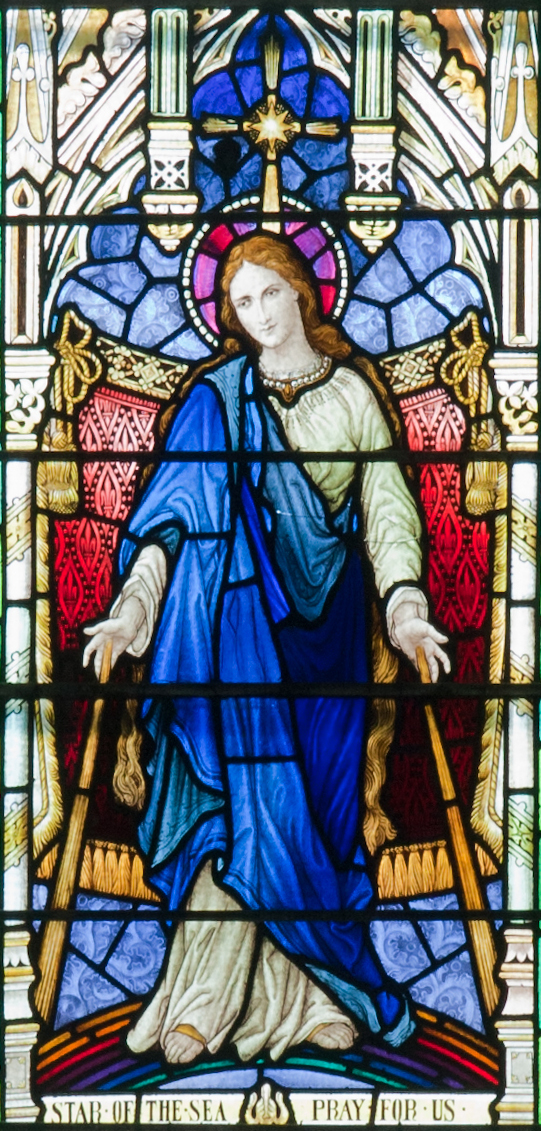
Maria, Stern des Meeres, Glasfenster in der diesem Patrozinium geweihten Kirche im irischen Goleen

Stella maris (lateinisch Stern des Meeres, auch Maris stella) ist eine Anrufung Marias, der Mutter Jesu. Unter dieser Anrufung ist sie die Schutzpatronin der Seeleute und symbolisiert den rettenden Stern, der dem Nautiker die Richtung weist, wie auch den Stern, der der einzelnen Seele auf dem „Meer des Lebens“ die Richtung weist.

## Ursprung und Verwendung
Verschiedentlich galten als Stern des Meeres die Himmelskörper Venus, der Polarstern, der Sirius und der Leitstern der Plejaden.
Der Kirchenvater Hieronymus begründete die Tradition der Anrufung der Jungfrau Maria mit dem Attribut Stella maris, indem er den hebräischen Namen Mirjam, „bitteres Meer“, auf den das lateinische Maria zurückgeht, als stilla maris („Meerestropfen“) deutete. Es wird vermutet, dass dieser Begriff später als stella maris missverstanden oder umgedeutet wurde. In dieser Form ist er erst ab dem 9. Jahrhundert belegt. Die Anrufung Stella maris findet sich in Hymnen, Antiphonen, Litaneien und anderen Gebeten der römisch-katholischen Kirche, wie auch in Vokalwerken. Der mittelalterliche Hymnus Ave maris stella, der verschiedentlich Venantius Fortunatus zugeschrieben wird, beginnt mit dieser Anrufung:
| Ave maris stella, Dei Mater alma atque semper Virgo felix caeli porta. | Meerstern, sei gegrüßet, Gottes hohe Mutter, allzeit reine Jungfrau, selig Tor zum Himmel! |

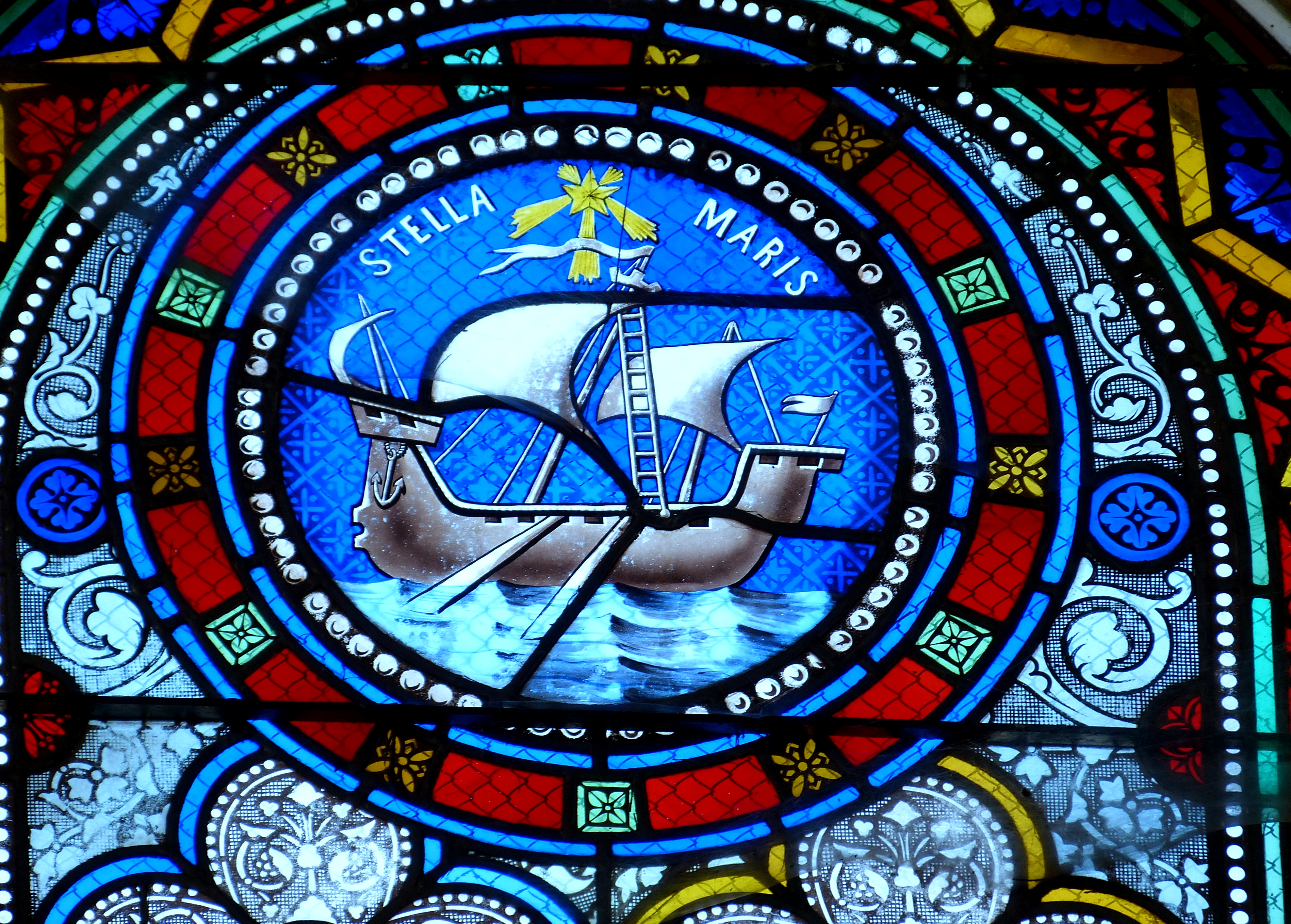
Stella maris auf einem Buntglasfenster einer Kirche in Cénac (Frankreich)

Im apostolischen Schreiben Papst Johannes Pauls II. Stella Maris – über das Apostolat des Meeres von 1997 führt dieser aus:

„Stella Maris, Meeresstern, ist der beliebteste Beiname, mit dem die Seeleute von jeher diejenige anriefen, deren Schutz und Beistand sie vertrauen: die Jungfrau Maria. Jesus Christus, ihr Sohn, begleitete seine Jünger auf ihren Fischerbooten, stand ihnen in Seenot bei und beruhigte den Sturm. So begleitet auch die Kirche mit der Seefahrt verbundene Menschen, indem sie sich der besonderen geistlichen Bedürfnisse jener Personen annimmt, die sich aus verschiedenen Gründen auf See aufhalten und arbeiten.“

Das letzte Kapitel der Enzyklika Spe salvi Papst Benedikts XVI., das mit Maria, Stern der Hoffnung überschrieben ist, schließt mit den Worten: „Stern des Meeres, leuchte uns und führe uns auf unserem Weg!“

## Künstlerische Werke mit dem TitelStella Maris
- Hymnus Ave maris stella. Text aus dem 8. oder 9. Jahrhundert (St. Gallen), Melodie 11. Jahrhundert.
- Zahlreiche kirchenmusikalische Vertonungen des Hymnus seit dem 12. Jahrhundert und der polyphonen Kirchenmusik des 13. und 14. Jahrhunderts.
- Bearbeitung in einer Klaviersonate von Gian Pietro Del Buono aus Palermo um 1650.
- Eine Messe op. 141 von Peter Griesbacher (1864–1933).
- Stella Maris. Musikalisches Schauspiel in drei Aufzügen, Musik: Alfred Kaiser, Text: Henry Revers, 1910.
- Film aus dem Filmjahr 1918 unter der Regie von Marshall Neilan mit Mary Pickford in der Hauptrolle.
- Eine Vertonung des Textes 'De Beata Maria' von Gauthier de Coincy (1178–1236) durch Dorothée Hahne (2002).
- Ave maris stella Vertonung für Gesang Solo, Flöte und Orgel (2004) von Ludger Stühlmeyer. Text nach dem Vesperhymnus (Marienfest). Die Tonsprache verbindet den dorischen- und den dritten aschkenasischen Modus.
- Oratorium von Helge Burggrabe, entstanden und uraufgeführt zur 1000-Jahr-Feier der Kathedrale von Chartres im Herbst 2006.
- Bezeichnung des dritten Satzes des Streichorchesterstücks Estrella Distante (2010) des Schweizer Komponisten Andreas Zurbriggen.
- Ave maris stella. Toccata für Orgel von Emanuel Schmidt. Berliner Chormusik-Verlag/Edition Musica Rinata, 2014.

- Werke der populären Musik:
  - Stück der deutschen Musikgruppe Einstürzende Neubauten aus dem Album Ende Neu (1996)
  - Ein Album der US-amerikanischen Gruppe Zwan: Mary Star of the Sea
  - Ein Lied der Deutschen Mittelalter-Metal-Band Ingrimm vom Album „Böses Blut“.
  - Der zwölfte Titel auf dem Album Destroyed (2011) von Moby.
  - Ein Stück des französischen Soundscape-Duos Ab Ovo vom Album „Empreintes“.
- Stella Maris. Roman von Cormac McCarthy, 2022.

## Kirchen und andere Gebäude mit dem Patrozinium Stella Maris

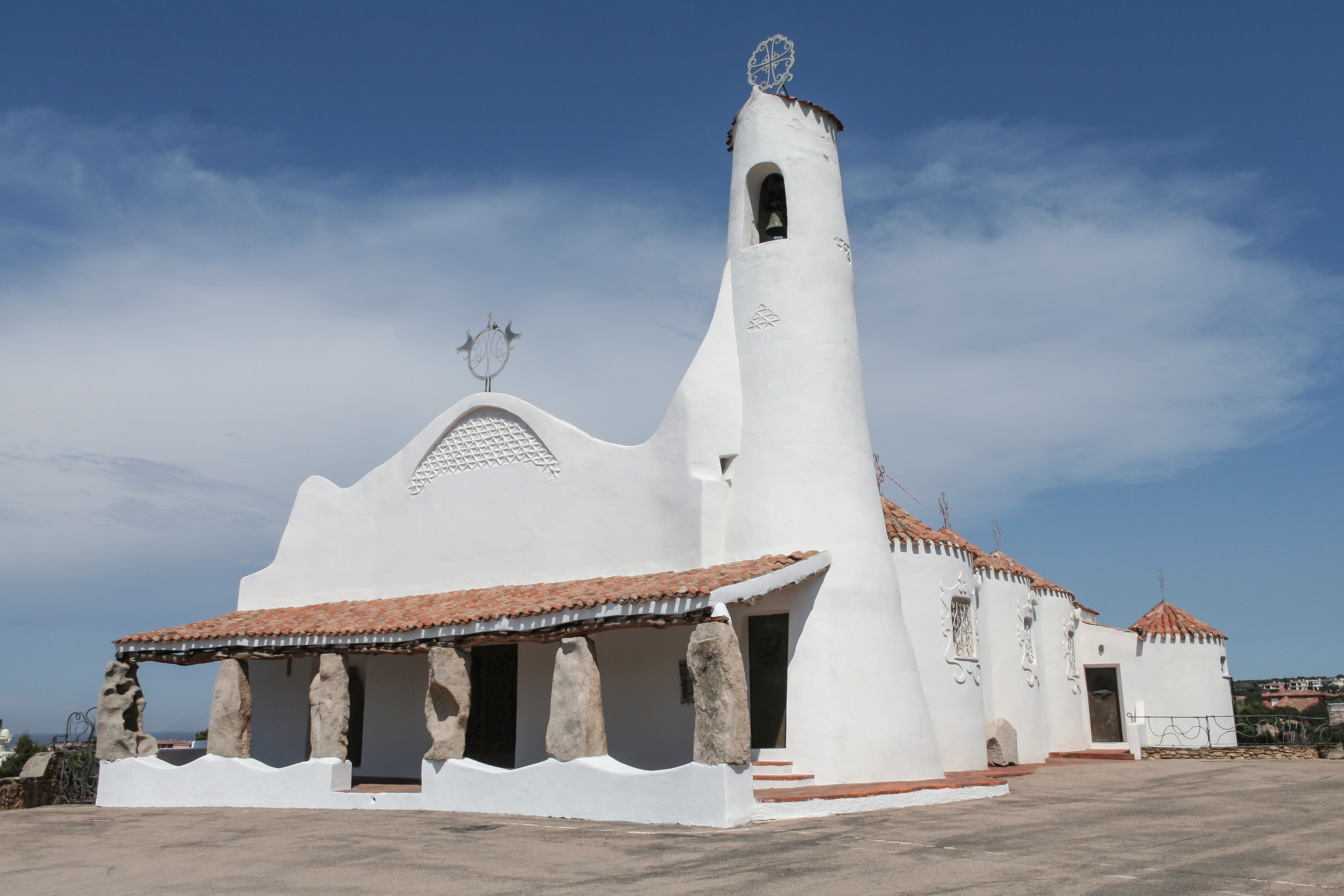
Stella Maris in Porto Cervo

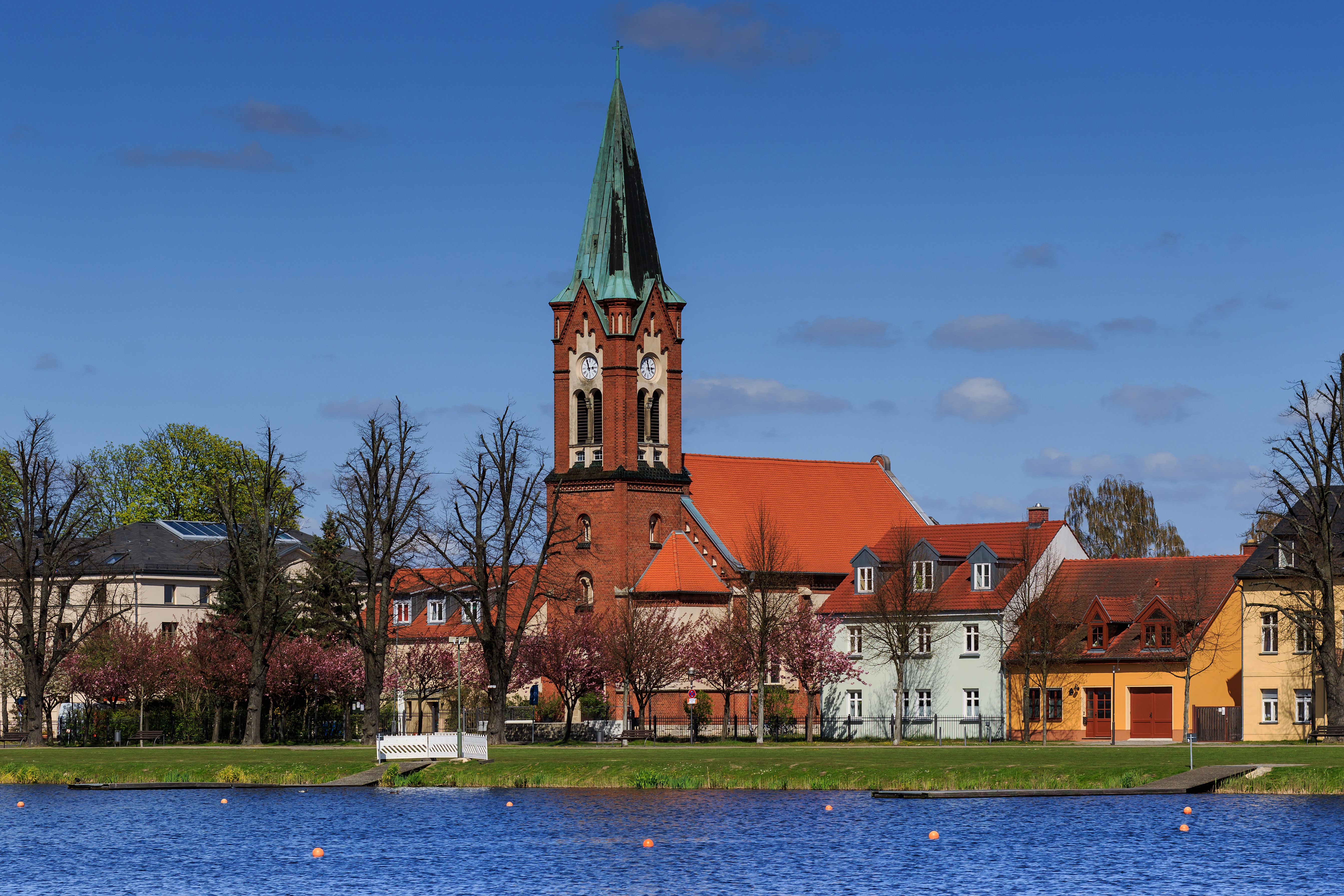
St. Maria Meeresstern (Werder (Havel))

Katholische Kirchen mit diesem Patrozinium stehen meist in Hafen- oder Küstenstädten.
Kirchen in Deutschland und der Schweiz
- Stella Maris in Binz auf Rügen
- Maria Meeresstern auf Borkum
- Stella Maris auf Norderney
- Maria Meeresstern, in Sellin auf Rügen
- St. Maria Meeresstern in Werder (Havel)
- Kloster Maris Stella, in Wettingen in der Schweiz, (1227–1841)

Weitere Einrichtungen
Dem Patrozinium sind auch folgende Einrichtungen unterstellt:
- Grundschule Stella Maris in Bremerhaven
- Katholische Seemannsmission Stella Maris
- Fachklinik Maria Meeresstern am Timmendorfer Strand

## Weiteres Vorkommen
- Stella Maris Competition, ein internationaler Gesangswettbewerb, an dem Nachwuchsstars von acht der renommiertesten Opernhäuser der Welt teilnehmen[4]
- Grube Maria Meerstern, ein Bergwerk
- Eine Filmrolle in der Tragikomödie von 1991 Wie verrückt und aus tiefstem Herzen
- Eine zentrale Gestalt der Illuminatus! Trilogie von Robert Shea und Robert Anton Wilson
- Der Name des ersten Raumschiffs der Jesuiten in dem Roman Der Sperling (1996) von Mary Doria Russell
- Song der Einstürzenden Neubauten & Meret Becker Stella Maris (1996)
- Als Titel des gleichnamigen, 2022 erschienenen Romans von Cormac McCarthy.[5]